# Villematier
Villematier is een gemeente in het Franse departement Haute-Garonne (regio Occitanie). De plaats maakt deel uit van het arrondissement Toulouse. Villematier telde op 1 januari 2022 1.116 inwoners.

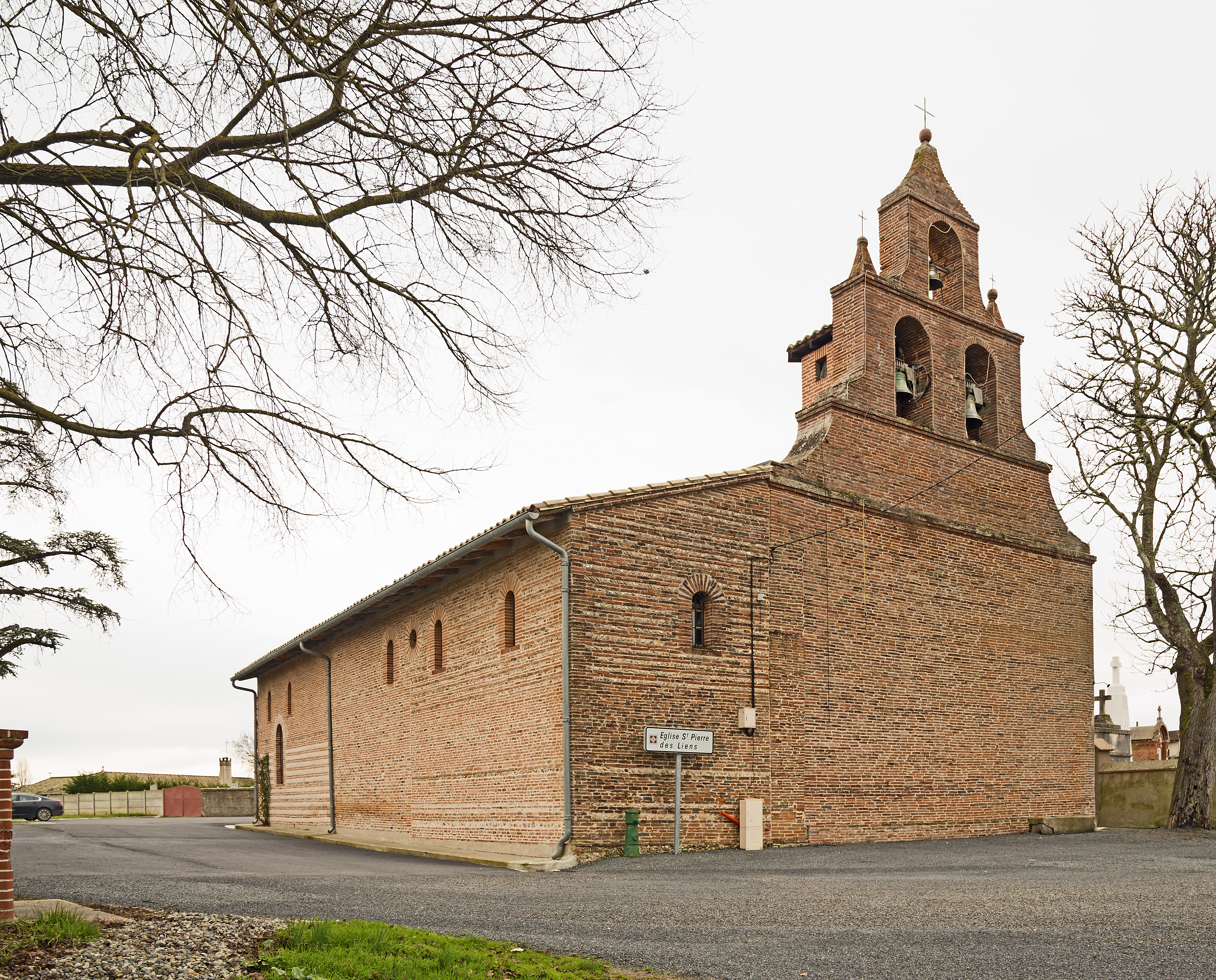
Saint Pierre des Liens
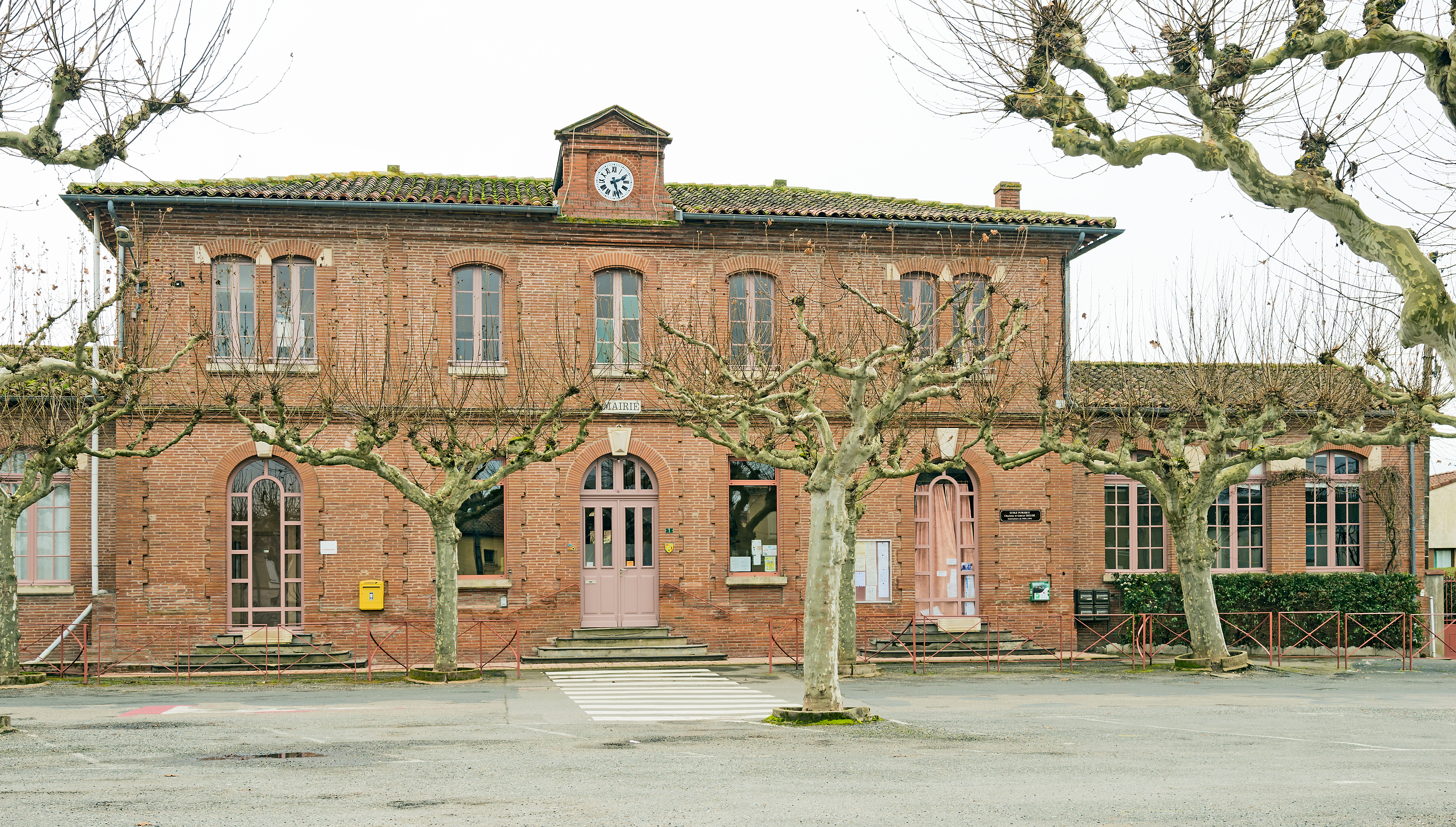
Gemeentehuis

## Geografie
De oppervlakte van Villematier bedroeg op 1 januari 2022 14,96 vierkante kilometer; de bevolkingsdichtheid was toen 74,6 inwoners per km².

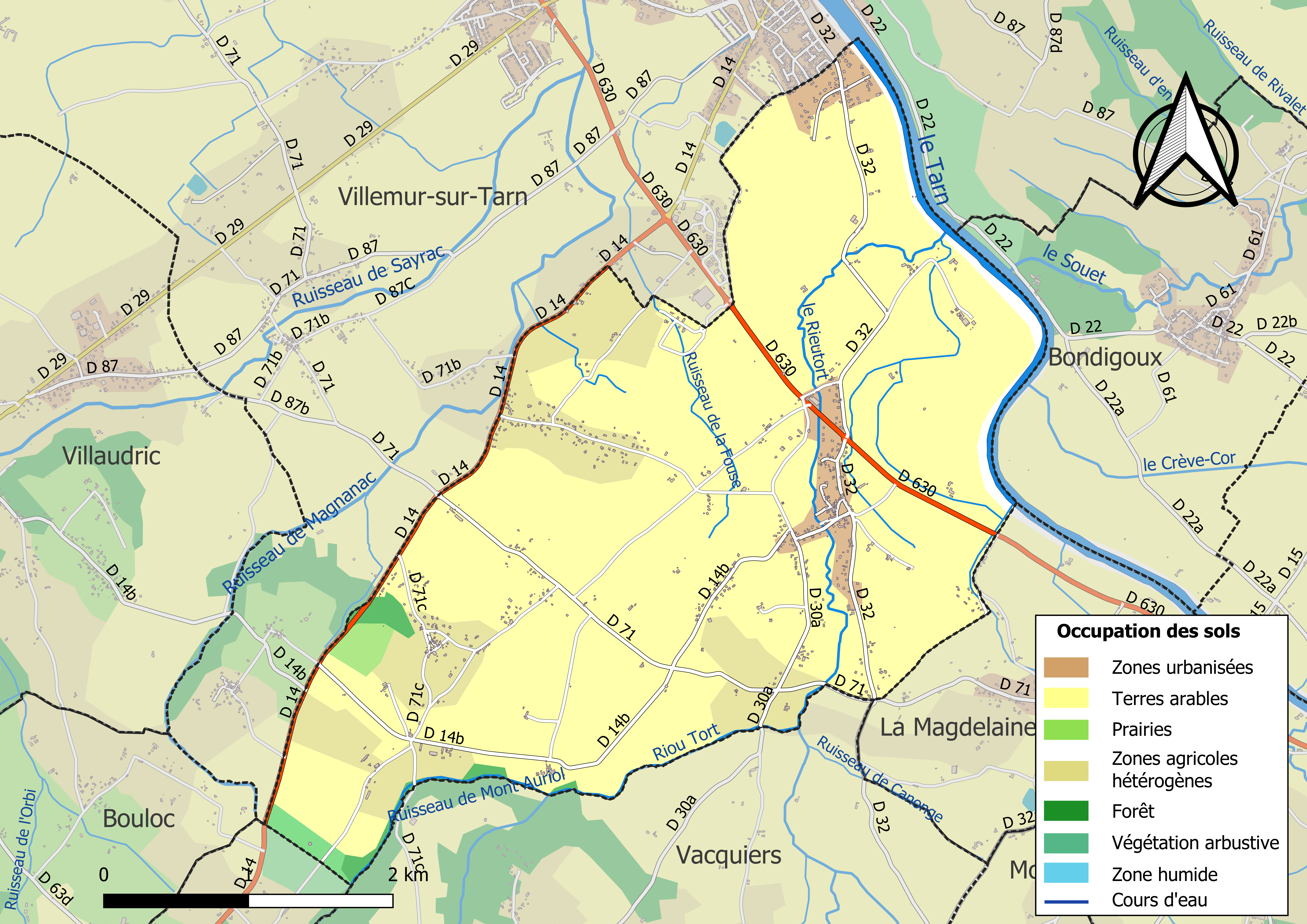
Kaart van de gemeente met belangrijkste infrastructuur, bodemgebruik en omliggende gemeenten

## Demografie
Onderstaande figuur toont het verloop van het inwonertal (bron: INSEE-tellingen).